# Calaca
Calaca (en philippin Lungsod ng Calaca) est une municipalité de la province de Batangas, aux Philippines. Elle compte 87 361 habitants lors du recensement de 2020.

## Géographie
Calaca est située sur l'île de Luçon, la plus grande île de l'archipel des Philippines, sur la baie de Balayan (en). C'est l'une des 31 municipalités de la province de Batangas.
D'une superficie totale de 114,58 kilomètres carrés, Calaca est divisée en 40 barangays (districts) : 
1. Bagong Tubig
2. Baclas
3. Balimbing
4. Bambang
5. Barangay 1 (Poblacion)
6. Barangay 2 (Poblacion)
7. Barangay 3 (Poblacion)
8. Barangay 4 (Poblacion)
9. Barangay 5 (Poblacion)
10. Barangay 6 (Poblacion)
11. Bisaya
12. Cahil
13. Caluangan
14. Calantas
15. Camastilisan
16. Coral Ni Lopez (Sugod)
17. Coral Ni Bacal
18. Dacanlao
19. Dila
20. Loma
21. Lumbang Calzada
22. Lumbang Na Bata
23. Lumbang Na Matanda
24. Madalunot
25. Makina
26. Matipok
27. Munting Coral
28. Niyugan
29. Pantay
30. Puting Bato West
31. Puting Kahoy
32. Puting Bato East
33. Quisumbing
34. Salong
35. San Rafael
36. Sinisian
37. Taklang Anak
38. Talisay
39. Tamayo
40. Timbain

## Histoire

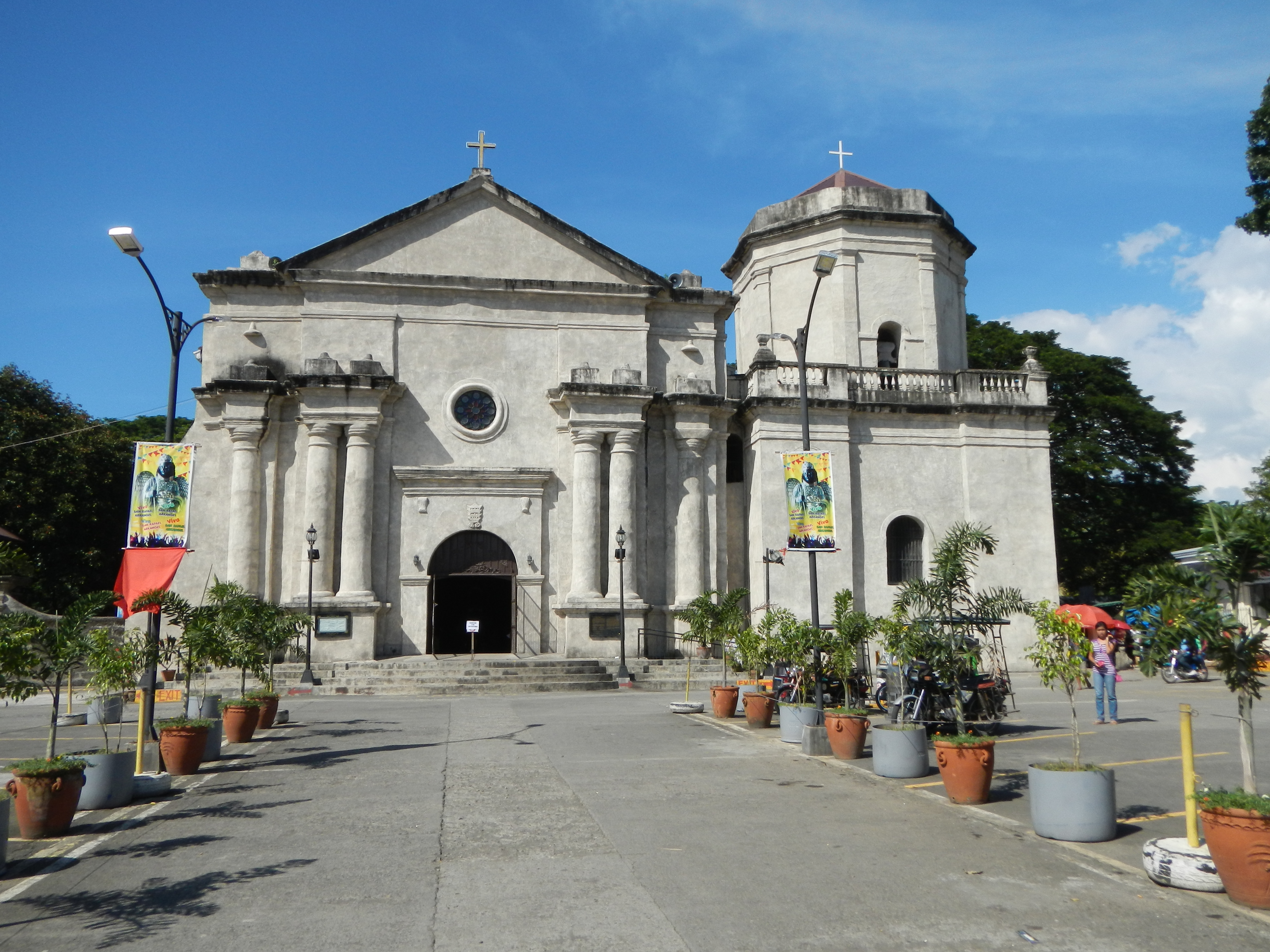
L'église catholique Saint-Raphael à Calaca.

Vers le milieu du XIXe siècle, Calaco comptait 5 201 habitants, répartis en 867 maisons.
| 1903 | 1918 | 1939  | 1948  | 1960  | 1970  | 1975  | 1980  | 1990  | 1995  | 2000  | 2007  | 2010  | 2015  | 2020  |
| ---- | ---- | ----- | ----- | ----- | ----- | ----- | ----- | ----- | ----- | ----- | ----- | ----- | ----- | ----- |
| 5838 | 9310 | 10671 | 13551 | 18667 | 27780 | 31705 | 36508 | 45377 | 51459 | 58489 | 64966 | 70521 | 81859 | 87361 |